# Karl Kleist
Pour les articles homonymes, voir Kleist.
Karl Kleist (né le 31 janvier 1879 à Mulhouse dans le Reichsland d'Alsace-Lorraine et mort le 26 décembre 1960 à Francfort-sur-le-Main) était un professeur d'université allemand de neurologie et de psychiatrie.

## Biographie
Après son baccalauréat à Mulhouse, Kleist a étudié la médecine de 1897 à 1902 à la Kaiser-Wilhelms-Universität de Strasbourg, à la Ruprecht-Karls-Universität de Heidelberg, à la Friedrich-Wilhelms-Universität de Berlin et à la Ludwig-Maximilians-Universität de Munich . En 1902, il obtint son doctorat. En 1903, il devint assistant à l'hôpital psychiatrique de la Friedrichs-Universität de Halle. Il était alors disciple de Carl Wernicke, qui a eu un accident mortel lors d'un tour à vélo en forêt de Thuringe en 1905. Kleist est resté à Halle jusqu'en 1908, puis a déménagé à la clinique psychiatrique de la Friedrich-Alexander-Universität d'Erlangen en 1909. Il obtint son habilitation en 1909 par Gustav Specht auprès de qui il a ensuite travaillé comme professeur non titulaire à Erlangen.
Après le déclenchement de la Première Guerre mondiale, il devient médecin militaire en 1914. Dans son travail, il acquiert de l'expérience avec les lésions cérébrales ce qui lui a permis par la suite d'affecter les fonctions du cortex cérébral (Gehirnpathologie, 1934). Kleist est devenu directeur de la clinique psychiatrique de l'Université de Rostock en 1916, où il a été nommé professeur ordinaire et en même temps directeur du sanatorium et de la maison de retraite de Gehlsdorf. En 1920, il est nommé professeur à la nouvelle Johann Wolfgang Goethe-Universität de Francfort-sur-le-Main où il était également directeur de l'hôpital psychiatrique. Parmi ses élèves de l'époque, on peut relever Alice Rosenstein. De 1936 à 1941, il a été membre du conseil d'administration de l'Institut Kaiser Wilhelm pour la recherche sur le cerveau. Avec l'avènement du nazisme, il rejoint en 1940 le Parti national-socialiste (NSDAP), et en 1942 il devient membre de l'Association médicale nationale-socialiste. Pendant la Seconde Guerre mondiale il était médecin principal et conseiller en psychiatrie militaire de la IXe région militaire (Wehrkreis IX) à Francfort. Kleist a pris sa retraite en 1950, mais est resté à la tête du Centre de recherche de Francfort pour la pathologie cérébrale et la psychopathologie jusqu'en 1960 et a continué à être actif dans la recherche scientifique.

## Activité
Kleist était un disciple de Carl Wernicke, dont l'école neurologique et psychiatrique a été perpétuée après lui par Karl Leonhard. Il a notamment effectué un travail approfondi sur la classification des maladies mentales, la pathologie cérébrale et les psychoses endogènes. Kleist a, en particulier, inventé le terme de psychoses cycloïdes . Sa principale publication concerne la localisation des fonctions dans le cortex cérébral humain, dans son ouvrage Gehirnpathologie (1934). Son travail est basé sur l'investigation de quelques centaines de cas de blessures par balle de la Première Guerre mondiale, dont Kleist a soigneusement examiné et analysé les défaillances fonctionnelles au cours de la vie des patients. Après leur mort, s'ils avaient consenti à une autopsie, il a examiné les cerveaux macroscopiquement et microscopiquement (cytoarchitectonique). On était désormais en mesure de corréler précisément le dysfonctionnement avec la localisation de la lésion cérébrale. De cette manière, des cartes cérébrales méticuleuses avec une localisation détaillée de chaque fonction ont été créées. Le concept de « Koinopsyche » remonte à Kleist.

## Distinctions
- Élu à l'Académie allemande des sciences naturelles Leopoldina, section psychiatrie, psychologie médicale et neurologie (1939[5])
- Sénateur honoraire de l'Université de Rostock (1949[3])
- Médaille-Goethe de la ville de Francfort-sur-le-Main (1954)
- Docteur honoris causa de l'Université de Fribourg (1959)
- Sénateur honoraire de l'Université de Francfort-sur-le-Main (1959)
- Médaille d'honneur de la ville de Francfort-sur-le-Main (1959)
- Élu à l'Académie des sciences de Lisbonne

## Publications
(mars 2021).
- La position clinique des psychoses de motilité (Conférence à la réunion de l'Association des psychiatres bavarois, Munich 6. - 7. Juin 1911). Dans: Z Total Neurol Psychiat Referate 1911, 3, pp. 914–977
- À propos des psychoses de dégénérescence cycloïde, en particulier des psychoses de confusion et de motilité. Dans: Arch Psychiat 1926, 78, p. 100-115.
- Sur les psychoses cycloïdes, paranoïdes et épileptoïdes et sur la question des psychoses de dégénérescence. La Suisse. Cambre. Neurol. Psychiatrie. 23, pages 3-37 (1928).
- Pathologie cérébrale. Johann Ambrosius Barth-Verlag, Leipzig 1934.
- Les blessures de guerre au cerveau et leur importance pour la localisation du cerveau et la pathologie cérébrale. Johann Ambrosius Barth-Verlag, Leipzig 1934.
- La dégradation des maladies neuropsychiques. Mensuel Psychiatrie. Neurol. 125 (1925), pages 526-554.